# أورمات إندستريز

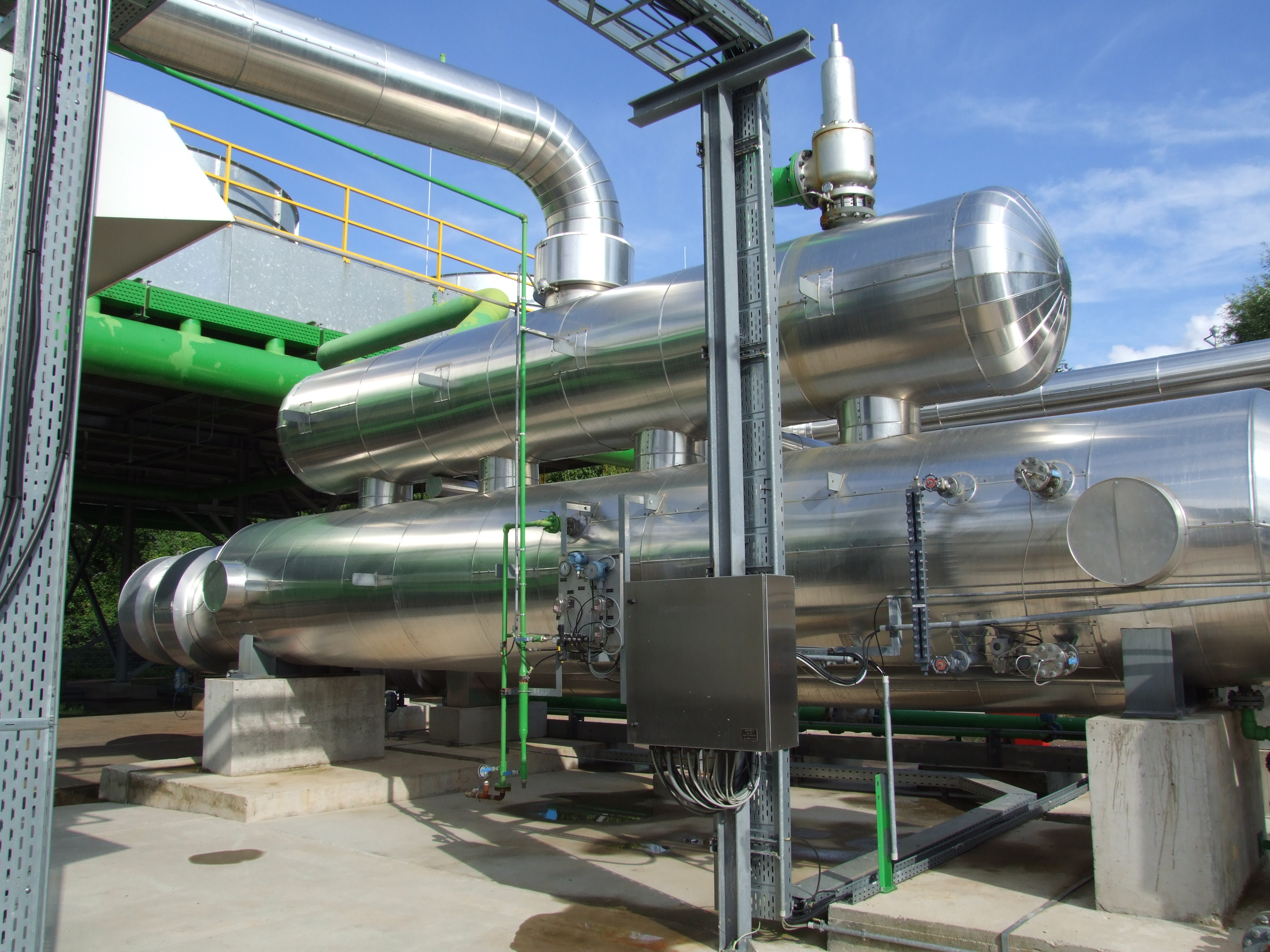
مبخر "أورمات" في محطة طاقة حرارية أرضية في لانداو ألمانيا

أورمات إندستريز (بالإنجليزية: Ormat Industries) هي شركة إسرائيلية أمريكية تقوم بإنشاء محطات توليد كهرباء من الطاقة الجوفية. تبلغ مبيعاتها نحو 250 مليون دولار أمريكي في عام 2008 من التيار الكهربائي المنتج من الطاقة الجوفية ونحو 92 مليون دولار من مبيعات المعدات والآلات.
يوجد المركز الرئيسي للشركة في رينو نيفادا بالولايات المتحدة. ويعمل يهوديت برونيكي مديرا لها.
أسست أورمات إندستريز عام 1994 على غرار شركة أورمات للتوربينات التي أسسها «لوسين برونيكي» وزوجته «ديتا برونيكي» في عام 1965 في إسرائيل.

## تأريخ
أسست شركة أورمات عام 1965 كشركة أورمات للتوربينات المحدودة في «يفني» في إسرائيل، وكان مؤسسها المهندس لوسين برونيكي مديرها وزوجته «ديتا برنيكي».
Ormat was established in 1965 as Ormat Turbines Ltd., in Yavne, Israel, by engineer Lucien Bronicki 
كان لوسين برونيكي يعمل خلال أواخر الخمسينيات من القرن الماضي في معمل فيزيائي حكومي حيث قام بابتكار توربينا يمكنه العمل بواسطة عدة من مصادر الطاقة مثل الطاقة الشمسية في عملية ترموديناميكية تسمى دورة رانكين العضوية، قام بابتكارها بالتعاون مع «هاري زفي تابور».
استقال برونيكي من عمله وأراد تسويق ابتكاره بالمشاركة مع زوجته «جيتا». وانحصرت أعمال الشركة أولا في تصنيع آلأت لأنتاج الكوى الكهربائية.
وخلال السبعينيات وأزمة البترول ظهرت أهمية تقنية أورمات وحصلت الشركة على دعم مالي من الحكومة الإسرائيلية، وفي نفس الوقت اكتتبت الشركة للحصول على شركاء من القطاع الخاص بغرض أنشاء أكبر محطة لأنتاج الكهرباء من الأشعة الشمسية. ولكن المحطة لم تكن اقتصادية وانتهى عملها عام 1988.
وخلال الثمانينيات بدأت أورمات في بناء أنظمة لإنتاج الكهرباء بطاقة العادم التي تتخلص منها الصناعة. كما بدأت في إنتاج الكهرباء من المصادر الجوفي الجيولوجية.
وفي التسعينيات غيرت الشركة استراتيجيتها بحيث لا تقدم فقط معدات لتوليد الطاقة، وإنما لامتلاك وإدارة محطات تعمل بالطاقة المتجددة.

## المنتجات
تستخدم أورمات طريقة تعتمد على دورة رانكن العضوية وكذلك استخدام الكيماويات العضوية مثل «إيزوبنتان» و «إيزو بوتان» بدلا من الماء في دورات مغلقة لانتاج البخار وتوجيهه لتشغيل توربينات وإنتاج الكهرباء. تلك الطريقة تسمح باستغلال درجات الحرارة المنخفضة المحتوية في المياه الساخنة الناتجة عن العمليات الصناعية.
وتستخدم آلات الشركة في توليد التيار الكهربائي في المناطق النائية، مثلا لتشغيل طلمبات محطة أنابيب. وتتميز بنية الدورة المغلقة المكونة من المبخر، والتوربين (الذي يقوم بتدوير مولد كهربائي) ومبرد بقلة احتياجه لعمليات صيانة. وتستمد الأجهزة الحرارة من فرن يعمل بالغاز.

### محطات طاقة حرارية أرضية للشركة
تحصل الشركة على ثلاثة أرباع مكسبها من بيع التيار الكهربائي الذي تنتجه من مصادر طاقة حرارية أرضية، وإما تمتلها بنفسها وبالمشلركة مع شركاء. وقد بلغت قدرة محطات أورمات لتوليد الكهرباء
505 ميجاوات عام 2008. منها 377 في الولايات المتحدة الأمريكية.
من محطات أورمات لاستغلال طاقة الحرارة الأرضية:
- 57 ميجاوات، مجمع أوميسا / ميسا الشرقية،كاليفورنيا
- 92 ميجاوات، مجمع إيبر، هيبر، كاليفورنيا
- 84 ميجاوات، مجمع ستيمبوت، ستيمبوت نيفادا
- 50 ميجاوات، محطة براولي، امبريال كونتي، كاليفورنيا
- 28 ميجاوات، محطة موموتوبو، نيكاراغوا
- 24 ميجاوات، محطة زونيل غواتيمالا
- 48 ميجاوات، محطة أولكاريا، كينيا
- 20 ميجاوات، محطة أماتيتلان، غواتيمالا.

## اقرأ أيضا
- إسرائيل لصناعات الطيران والفضاء